# Nemanja Matić
Nemanja Matić (Kirin Serbia: Немања Матић, phát âm [němaɲa mǎːtitɕ]; sinh ngày 1 tháng 8 năm 1988) là một cầu thủ bóng đá chuyên nghiệp người Serbia thi đấu ở vị trí tiền vệ phòng ngự cho câu lạc bộ tại Ligue 1 là Lyon. Bắt đầu sự nghiệp ở vị trí tiền vệ tấn công, Matić chuyển sang đá tiền vệ phòng ngự trong thời gian thi đấu cho Benfica. Anh ấy được biết đến với những màn trình diễn ổn định trên sân và lối chơi giàu tính chiến đấu.
Matić bắt đầu sự nghiệp chuyên nghiệp của mình tại Kolubara, trước khi gia nhập đội bóng Slovakia Košice vào năm 2007. Anh chuyển đến câu lạc bộ Anh Chelsea với giá 1,5 triệu bảng vào năm 2009. Được sử dụng một cách tiết kiệm trong lần đầu tiên khoác áo câu lạc bộ, anh đã trải qua mùa giải 2010–11 dưới dạng cho mượn tại câu lạc bộ Hà Lan Vitesse, và vào mùa hè năm 2011, anh ấy chuyển đến Benfica như một phần của thỏa thuận hoán đổi liên quan đến David Luiz. Anh đã giành được giải thưởng Cầu thủ Primeira Liga của năm cho những màn trình diễn của anh ấy trong mùa giải 2012–13. Matić trở lại Chelsea vào tháng 1 năm 2014 với giá 21 triệu bảng. Anh được vinh danh trong PFA Team of the Year cho mùa giải 2014–15. Vào tháng 7 năm 2017, anh tái hợp với cựu huấn luyện viên Chelsea José Mourinho sau khi ký hợp đồng với Manchester United.
Matić đại diện cho Serbia ở cấp độ U-21. Anh ra mắt quốc tế cấp cao vào năm 2008 và ghi hai bàn sau 48 lần ra sân. Anh là thành viên của đội tuyển Serbia tại FIFA World Cup 2018.

## Sự nghiệp câu lạc bộ

### MFK Košice
Matić từng có thời gian thử vận may tại học viện đào tạo trẻ của Sao Đỏ Beograd và FK Partizan nhưng không thành công. Năm 2006, khi mới 18 tuổi, Matić đã được đưa vào đội hình chính thức của câu lạc bộ Serbia Kolubara. Sau màn trình diễn ấn tượng tại Srpska Liga Belgrade, anh đã được câu lạc bộ Slovakia MFK Košice đang thi đấu ở giải Corgoň Liga mua về vào năm 2007. Trong khoảng thời gian thi đấu tại Slovakia, anh đã thi đấu 67 trận tại Corgoň Liga và ghi được 4 bàn thắng; góp phần giúp đội bóng của mình giành hạng 4 tại mùa giải 2008–09. Matić còn gây ấn tượng tại cúp quốc gia Slovakia khi giúp đội bóng mình đánh bại FC Artmedia Petržalka 3-1 trong trận chung kết diễn ra trên sân NTC Stadion, Senec để giúp MFK Košice lần đầu tiên có mặt tại UEFA Europa League.
Matić có hai quốc tịch. Anh sinh ra tại Serbia nhưng đồng thời cũng có quốc tịch Slovakia. Matić đã có một thời gian thử việc ngắn cùng câu lạc bộ ở giải ngoại hạng Anh Middlesbrough ở mùa giải 2008-09 nhưng chưa hết thời gian thử việc, anh đã được gọi trở về Serbia để có mặt trong trận đấu giao hữu giữa tuyển U-21 Serbia với U-21 Đan Mạch. Sau màn trình diễn ấn tượng tại giải U-21 châu Âu, các tuyển trạch viên của câu lạc bộ Chelsea đã chú ý đến anh và tiến hành đàm phán với câu lạc bộ MFK Kosice.

### Chelsea
Ngày 18 tháng 8 năm 2009, Matić đã ký hợp đồng thi đấu có thời hạn 4 năm cho Chelsea trị giá 1,5 triệu bảng Anh và mặc áo đấu số 24. Tuy nhiên, Matić chưa thể ra sân liền trong màu áo Chelsea vì chấn thương mắc phải tại giải vô địch U-21 châu Âu. Ngày 23 tháng 9, anh có mặt trên băng ghế dự bị trong trận Chelsea thắng Queens Park Rangers 1-0 tại vòng 3 Cúp Liên đoàn bóng đá Anh nhưng không được đưa ra sân thi đấu.
Ngày 21 tháng 11, anh đã có trận đấu đầu tiên cho Chelsea trong chiến thắng 4-0 trước Wolverhampton Wanderers tại Premier League khi vào sân thay thế tiền vệ người Pháp Florent Malouda ở phút 69. Ngày 3 tháng 1 năm 2010, Matić được vào sân từ băng ghế dự bị thay thế Juliano Belletti ở phút 63 trong chiến thắng 5-0 trước Watford tại vòng 3 FA Cup 2010 và nhận một thẻ vàng ở phút 82. Ngày 9 tháng 5, Matić có lần ra sân thứ hai tại Premier League khi vào sân thay cho tiền vệ người Đức Michael Ballack ở phút 70 trong chiến thắng 8-0 trước Wigan. Matić được chuyển giao sang câu lạc bộ Benfica sau khi kết thúc hợp đồng cho mượn tại Vitesse vào tháng 1 năm 2011. Lý do anh rời khỏi Chelsea vì anh là một phần trong thương vụ chuyển nhượng hậu vệ David Luiz của Chelsea với Benfica.

### Vitesse
Ngày 24 tháng 8 năm 2010, Chelsea đã để bộ đôi cầu thủ người Serbia Nemanja Matić và Slobodan Rajkovic đến câu lạc bộ Vitesse Arnhem đang thi đấu tại Eredivisie theo bản hợp đồng cho mượn có thời hạn một mùa bóng. Anh có hai bàn thắng cho Arnhem trong các trận đấu với Roda JC Kerkrade và BV De Graafschap.

### Benfica
Ngày 31 tháng 1 năm 2011, Chelsea thông báo Matić sẽ chuyển đến Benfica vào mùa hè năm 2011 vì anh là một phần của vụ chuyển nhượng David Luiz đến sân Stamford Bridge. Trong thương vụ này, anh được xác định giá trị chuyển nhượng là 3 triệu bảng Anh. Anh có trận đấu đầu tiên cho Benfica gặp Vitoria Guimaraes và ngay lập tức được tin dùng ở quãng thời gian sau đó nhờ phong độ ổn định và liên tục thăng tiến. Ngày 13 tháng 1 năm 2013, Matić có bàn thắng đầu tiên cho Benfica trong trận hòa 2-2 với đối thủ kình địch Porto. Ngay ngày hôm sau, anh được gia hạn hợp đồng đến tận năm 2018, với điều kiện giải phóng hợp đồng là 45 triệu €.
Mặc dù đã có rất nhiều tiến bộ trong năm đầu khoác áo Benfica song phải sang đến mùa giải 2012-13 thì Matic mới thực sự nổi bật ở Benfica do tiền vệ Javi Garcia chuyển tới Manchester City nên những trọng trách nơi tuyến giữa đều được giao hẳn cho anh. Trong mùa giải này, anh được ba lần vinh danh là Cầu thủ xuất sắc nhất tháng của Primeira Liga, trụ cột trong đội hình Benfica mong muốn giành lại chức vô địch Primeira Liga sau bốn năm chờ đợi. Trong trận đấu cuối cùng của mùa bóng với Porto, đội bóng cũng chưa thua trận nào trong mùa giải như Benfica, bàn thắng ở những phút cuối cùng của Kelvin đã giúp Porto thắng 2-1. Tại đấu trường châu Âu, trong trận đấu lượt về vòng knock-out 1/32 Europa League 2012-13 với đội bóng Đức Bayer Leverkusen, Matić đã ghi bàn bằng đầu ở những phút cuối từ đường chuyền của Lima ấn định chiến thắng 3-1 chung cuộc.
Ngày 15 tháng 5, Matić đối đầu đội bóng cũ Chelsea trong trận chung kết Europa League tại Amsterdam, Hà Lan nhưng một lần nữa Benfica lại bại trận bởi một bàn thắng ở phút cuối, lần này người ghi bàn là Branislav Ivanović. Ngày 4 tháng 7 năm 2013, với thành tích ba lần là cầu thủ xuất sắc nhất tháng trước đó, anh giành danh hiệu Cầu thủ xuất sắc nhất năm của Primeira Liga. Bàn thắng của Matić vào lưới Porto bằng một cú volley đẹp mắt trong mùa giải 2013-14 đã được đề cử vào danh sách rút gọn ba bàn thắng cuối cùng cho danh hiệu Giải thưởng FIFA Puskás nhưng cuối cùng người giành giải thưởng này là tiền đạo người Thụy Điển Zlatan Ibrahimović.
Matić có trận đấu cuối cùng cho Benfica trong chiến thắng 2-0 trước Porto trên sân nhà ngày 12 tháng 1 năm 2014. Sau trận đấu, anh phát biểu với báo A Bola đây là trận đấu cuối cùng của anh cho Benfica và gửi lời cảm ơn đến người hâm mộ và câu lạc bộ.

### Trở lại Chelsea
Ngày 14 tháng 1 năm 2014, trang chủ Chelsea chính thức xác nhận đã có được chữ ký của Matić với giá chuyển nhượng 21 triệu bảng Anh và bản hợp đồng có thời hạn năm năm rưỡi. Tại đây Nemanja Matić sẽ khoác áo số 21, số áo cũ của Marko Marin. Năm ngày sau đó, anh có trận đấu đầu tiên trong lần trở lại Chelsea khi vào sân thay cho Willian ở phút thứ 85 chiến thắng 3-1 trước Manchester United.
Ngày 3 tháng 2, anh có trận đấu ra sân chính thức đầu tiên cho Chelsea tại Premier League trong trận đấu với Manchester City. Anh được kênh truyền hình thể thao Sky Sports bầu chọn là cầu thủ xuất sắc nhất trận với khả năng làm chủ khu vực giữa sân giúp Chelsea giành thắng lợi 1–0. Trong giai đoạn sau của mùa giải, Matić tiếp tục góp công lớn vào các chiến thắng của Chelsea trước Newcastle United và Liverpool.
Vào đầu mùa giải 2014-15, anh có bàn thắng đầu tiên cho Chelsea trong chiến thắng 6-3 trước Everton bằng một cú sút xa đẹp mắt từ ngoài vòng cấm. Một tháng sau đó, anh có pha đánh đầu ghi bàn thắng duy nhất trong trận đấu giữa Chelsea và Sporting Lisbon tại vòng bảng UEFA Champions League 2014-15. Trong trận derby thành London với Arsenal vào ngày 5 tháng 10, Matić là người thực hiện nhiều nhất những cú tắc bóng, những pha truy cản và có đến 10 lần thu hồi bóng thành công cùng với tỷ lệ chuyền bóng chính xác đến 84%, góp công lớn vào chiến thắng 2-0 của Chelsea. Ngày 26 tháng 10, Matić được các hãng thông tấn Anh Daily Mail, BBC hay Telegraph bầu chọn là cầu thủ xuất sắc nhất trận hòa 1-1 của Chelsea với Manchester United với bốn cú tắc bóng thành công và ba lần giải nguy cho khung thành Chelsea. Ngày 5 tháng 11, anh có bàn thắng thứ hai tại UEFA Champions League, ấn định tỉ số 1-1 trong trận đấu với NK Maribor.
Ngày 21 tháng 2 năm 2015, Matić bị thẻ đỏ trực tiếp trong trận hòa 1–1 giữa Chelsea và Burnley vì hành động chạy đến xô ngã Asley Barnes khi cầu thủ này trước đó đã có pha tắc bóng nguy hiểm nhằm vào anh. Chelsea đã kháng án và án phạt được giảm xuống còn hai trận, tuy nhiên điều này vẫn khiến Matić không thể tham dự trận chung kết Cúp Liên đoàn 2015 với Tottenham. Mặc dù vậy, anh vẫn có danh hiệu đầu tiên trong lần trở lại Chelsea sau khi các đồng đội của anh đã đánh bại Tottenham 2-0 vào ngày 1 tháng 3. Matić cùng Chelsea kết thúc mùa giải 2014-15 với một danh hiệu nữa là chức vô địch Giải bóng đá Ngoại hạng Anh. Anh là một trong sáu cầu thủ Chelsea được có tên trong Đội hình xuất sắc nhất năm của Hiệp hội Cầu thủ Chuyên nghiệp Anh (PFA).
Matić cùng Chelsea khởi đầu mùa giải 2015-16 với phong độ không tốt, riêng trong trận đấu tại vòng 3 với West Bromwich, anh đã khiến Chelsea phải chịu một quả phạt đền và mắc lỗi ở 2/3 bàn thua. Ngày 12 tháng 9 năm 2015, trong trận đấu vòng 5 Premier League 2015-16, Matić ghi bàn rút ngắn tỉ số 1-2 cho Chelsea từ một cú sút xa đẹp mắt nhưng chung cuộc Chelsea đã để thua Everton 1-3 và rơi xuống vị trí thứ 16 trên bảng xếp hạng. Một tháng sau đó, anh bị truất quyền thi đấu với hai thẻ vàng ngay trong hiệp đấu đầu tiên trận thua 2–1 trước West Ham United.
Trong mùa giải 2016-17, Matić góp mặt trong 35/38 trận và đóng góp một bàn thắng (ở trận thắng Middlesbrough 3-0) cùng 7 pha kiến tạo trong hành trình đi đến chức vô địch Giải bóng đá Ngoại hạng Anh 2016-17 cho Chelsea. Trong trận bán kết Cúp FA 2016-17, anh có pha sút xa ghi bàn đẹp mắt trong trận bán kết thắng Tottenham 4-2 nhưng Chelses sau đó đã để thua Arsenal trong trận chung kết.

### Manchester United
Ngày 30 tháng 7 năm 2017, một bức ảnh trên mạng bị rò rỉ với hình ảnh Matić mặc một chiếc áo tập màu trắng bạc của Manchester United, số áo 31 mà cựu tiền vệ người Đức Bastian Schweinsteiger để lại từ hồi tháng 1, làm dấy lên tin đồn rằng Matic sẵn sàng tái hợp với người thầy cũ José Mourinho tại sân Old Trafford. Ngày hôm sau, Manchester United hoàn tất thương vụ chiêu mộ Matić với bản hợp đồng thời hạn ba năm cùng giá chuyển nhượng 40 triệu £.

## Sự nghiệp đội tuyển quốc gia
Matić có trận đấu đầu tiên cho U-21 Serbia trong trận giao hữu với Đan Mạch vào ngày 11 tháng 10 năm 2008. Sau 3 trận đấu và ghi được 2 bàn thắng cho đội U-21, anh đã được gọi vào đội tuyển quốc gia Serbia và có trận đấu đầu tiên trong trận giao hữu với đội tuyển quốc gia Ba Lan ngày 14 tháng 12, 2008.
Matić đã tham gia Giải vô địch bóng đá U-21 châu Âu 2009 nhưng anh chỉ thi đấu được vỏn vẹn có 85 phút trong trận đầu tiên ở vòng bảng gặp Ý (tỉ số chung cuộc là 0-0). Matić sau pha va chạm với tiền vệ Giovinco của Ý đã gãy xương bàn chân phải và buộc phải trải qua phẫu thuật.
Tháng 12 năm 2012, Matić tuyên bố sẽ không khoác áo Đội tuyển Serbia khi mà huấn luyện viên Siniša Mihajlović còn là huấn luyện viên trưởng do ông này đã không cho anh bất kỳ một phút thi đấu nào trong cả năm lần triệu tập. Ngày 6 tháng 9 năm 2013, Matić trở lại đội tuyển trong trận đấu Vòng loại World Cup 2014 với Croatia nhưng đã bị thẻ đỏ truất quyền thi đấu ở phút 75.
Ngày 29 tháng 3 năm 2015, tại trận đấu vòng loại Euro 2016 với Bồ Đào Nha, Matić đã ghi bàn thắng gỡ hòa 1-1 bằng một pha ghi bàn theo kiểu "xe đạp chổng ngược". Đây cũng là bàn thắng đầu tiên của anh cho đội tuyển Serbia.
Ngày 6 tháng 10 năm 2017, trong chuyến làm khách trên sân của Áo, Matić đã ghi bàn thắng gỡ hòa 2-2 nhưng chung cuộc Serbia để thua Áo với tỉ số 2-3. Đây cũng là bàn thắng thứ hai của anh cho đội tuyển quốc gia.

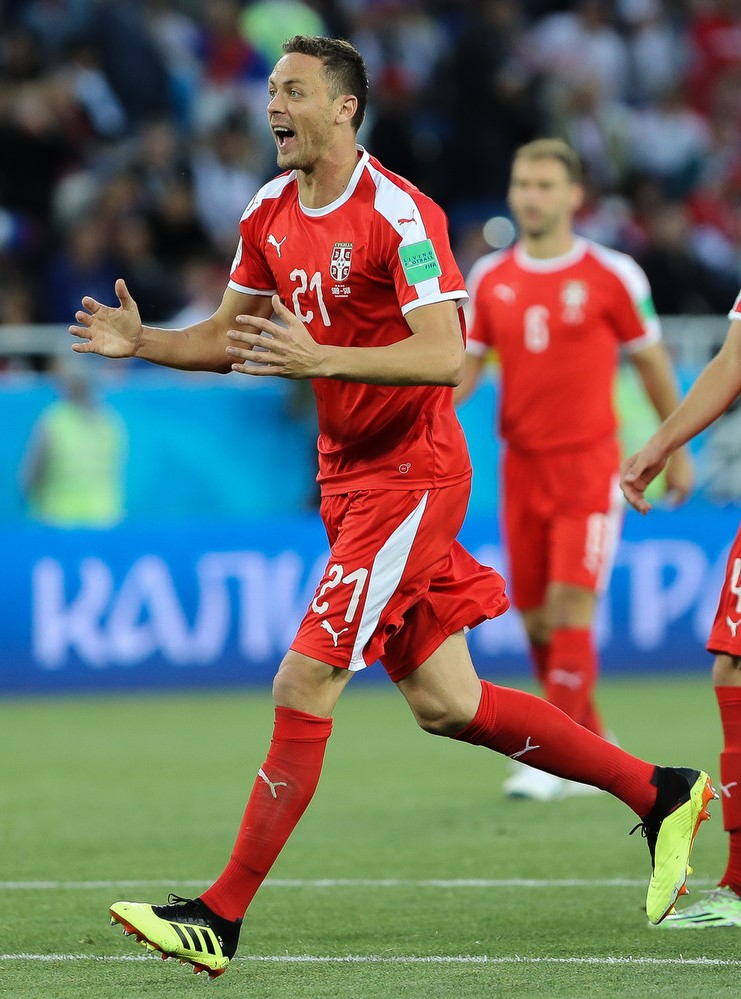
Matić thi đấu cho Serbia tại FIFA World Cup 2018

Anh được triệu tập tham dự World Cup 2018 tại Nga, giải đấu mà anh đã góp mặt ở cả ba trận vòng bảng trước các đối thủ Brasil, Thụy Sĩ và Costa Rica. Đội tuyển Serbia sau đó rời giải với vị trí thứ 3 vòng đấu bảng.
Ngày 28 tháng 8 năm 2020, Hiệp hội bóng đá Serbia thông báo anh sẽ chia tay đội tuyển quốc gia sau 11 năm gắn bó. Tổng cộng anh thi đấu 48 trận và ghi 2 bàn thắng. Anh có trận đấu chia tay khi Serbia gặp Luxemburg vào ngày 10 tháng 9 năm 2019.

## Phong cách thi đấu
Matić thi đấu ở vị trí tiền vệ phòng ngự và được đánh giá cao với lối chơi mạnh mẽ, giàu thể lực và thông minh. Khả năng tắc bóng, đánh chặn và chơi đầu cũng là điểm mạnh nữa trong phòng ngự của anh. Bên cạnh khả năng phòng ngự, Matić cũng có khả năng phát động tấn công và khả năng dứt điểm bằng những quả sút xa cũng như uy hiếp khung thành đối phương trong những pha không chiến. Anh còn được bình chọn là cầu thủ cầm bóng hay nhất Premier League trong một cuộc thăm dò không chính thức của tờ The Sun. Mặc dù vậy, anh có điểm yếu về tốc độ khi không giỏi trong khả năng tăng tốc.
Cựu huấn luyện viên của Chelsea Roberto Di Matteo đã nhận xét về Matić như sau "Matić chơi quá ấn tượng. Cậu ta giữ nhịp, che chắn cho hàng thủ, phân phối bóng tuyệt vời bằng chân trái, sở hữu nhãn quan sắc bén và trưởng thành rất nhiều." Huấn luyện viên Graeme Souness nhận xét Matić thậm chí còn giỏi hơn Claude Makélélé, cựu cầu thủ của Chelsea từng là tiền vệ trụ hàng đầu thế giới nhờ khả năng chuyền bóng tốt hơn và thể hình.

## Thống kê sự nghiệp thi đấu

### Câu lạc bộ
Tính đến ngày 10 tháng 8 năm 2020
| Câu lạc bộ          | Mùa giải            | Giải ngoại hạng | Giải ngoại hạng | Cúp quốc gia | Cúp quốc gia | Cúp liên đoàn | Cúp liên đoàn | Châu Âu | Châu Âu   | Khác    | Khác      | Tổng cộng | Tổng cộng |
| Câu lạc bộ          | Mùa giải            | Số trận         | Bàn thắng       | Số trận      | Bàn thắng    | Số trận       | Bàn thắng     | Số trận | Bàn thắng | Số trận | Bàn thắng | Số trận   | Bàn thắng |
| ------------------- | ------------------- | --------------- | --------------- | ------------ | ------------ | ------------- | ------------- | ------- | --------- | ------- | --------- | --------- | --------- |
| Kolubara            | 2006–07             | ?               | ?               | 0            | 0            | —             | —             | —       | —         | —       | —         | ?         | ?         |
| Kolubara            | Tổng cộng           | ?               | ?               | 0            | 0            | —             | —             | —       | —         | —       | —         | ?         | ?         |
| MFK Košice          | 2006–07             | 14              | 1               | 0            | 0            | —             | —             | —       | —         | —       | —         | 14        | 1         |
| MFK Košice          | 2007–08             | 26              | 1               | 0            | 0            | —             | —             | —       | —         | —       | —         | 26        | 1         |
| MFK Košice          | 2008–09             | 29              | 2               | 0            | 0            | —             | —             | —       | —         | —       | —         | 29        | 2         |
| MFK Košice          | 2009–10             | 1               | 0               | 0            | 0            | —             | —             | —       | —         | —       | —         | 1         | 0         |
| MFK Košice          | Tổng cộng           | 70              | 4               | 0            | 0            | —             | —             | —       | —         | —       | —         | 70        | 4         |
| Chelsea             | 2009–10             | 2               | 0               | 1            | 0            | 0             | 0             | 0       | 0         | —       | —         | 3         | 0         |
| Chelsea             | Tổng cộng           | 2               | 0               | 1            | 0            | 0             | 0             | 0       | 0         | —       | —         | 3         | 0         |
| Vitesse (mượn)      | 2010–11             | 27              | 2               | 2            | 0            | —             | —             | —       | —         | —       | —         | 29        | 2         |
| Vitesse (mượn)      | Tổng cộng           | 27              | 2               | 2            | 0            | —             | —             | —       | —         | —       | —         | 29        | 2         |
| Benfica             | 2011–12             | 16              | 1               | 2            | 0            | 2             | 0             | 10      | 0         | —       | —         | 30        | 1         |
| Benfica             | 2012–13             | 26              | 3               | 6            | 1            | 1             | 0             | 13      | 1         | —       | —         | 46        | 5         |
| Benfica             | 2013–14             | 14              | 2               | 2            | 0            | 0             | 0             | 6       | 1         | —       | —         | 22        | 3         |
| Benfica             | Tổng cộng           | 56              | 6               | 10           | 1            | 3             | 0             | 29      | 2         | —       | —         | 98        | 9         |
| Chelsea             | 2013–14             | 17              | 0               | 2            | 0            | 0             | 0             | —       | —         | —       | —         | 19        | 0         |
| Chelsea             | 2014–15             | 36              | 1               | 0            | 0            | 5             | 0             | 6       | 2         | —       | —         | 47        | 3         |
| Chelsea             | 2015–16             | 33              | 2               | 2            | 0            | 1             | 0             | 5       | 0         | 1       | 0         | 42        | 2         |
| Chelsea             | 2016–17             | 35              | 1               | 2            | 1            | 2             | 0             | —       | —         | —       | —         | 38        | 2         |
| Chelsea             | Tổng cộng           | 121             | 4               | 6            | 1            | 8             | 0             | 11      | 2         | 1       | 0         | 146       | 6         |
| Manchester United   | 2017–18             | 36              | 1               | 4            | 1            | 1             | 0             | 7       | 0         | 1       | 0         | 49        | 2         |
| Manchester United   | 2018–19             | 28              | 1               | 3            | 0            | 1             | 0             | 6       | 0         | —       | —         | 38        | 1         |
| Manchester United   | 2019–20             | 21              | 0               | 5            | 0            | 3             | 1             | 5       | 0         | —       | —         | 34        | 1         |
| Manchester United   | Tổng cộng           | 85              | 2               | 12           | 1            | 5             | 1             | 18      | 0         | 1       | 0         | 121       | 4         |
| Tổng cộng sự nghiệp | Tổng cộng sự nghiệp | 361             | 18              | 34           | 3            | 16            | 1             | 60      | 4         | 2       | 0         | 473       | 26        |

### Đội tuyển quốc gia
Tính đến ngày 10 tháng 9 năm 2019
| Đội tuyển quốc gia Serbia | Đội tuyển quốc gia Serbia | Đội tuyển quốc gia Serbia |
| Năm                       | Số trận                   | Bàn thắng                 |
| ------------------------- | ------------------------- | ------------------------- |
| 2008                      | 1                         | 0                         |
| 2009                      | 1                         | 0                         |
| 2010                      | 0                         | 0                         |
| 2011                      | 0                         | 0                         |
| 2012                      | 3                         | 0                         |
| 2013                      | 4                         | 0                         |
| 2014                      | 9                         | 0                         |
| 2015                      | 8                         | 1                         |
| 2016                      | 4                         | 0                         |
| 2017                      | 6                         | 1                         |
| 2018                      | 10                        | 0                         |
| 2019                      | 2                         | 0                         |
| Tổng cộng                 | 48                        | 2                         |

### Bàn thắng quốc tế
| #  | Ngày                | Địa điểm                                  | Đối thủ    | Bàn thắng | Kết quả | Giải đấu                 |
| -- | ------------------- | ----------------------------------------- | ---------- | --------- | ------- | ------------------------ |
| 1. | 29 tháng 3 năm 2015 | Sân vận động Ánh sáng, Lisbon, Bồ Đào Nha | Bồ Đào Nha | 1–1       | 2–1     | Vòng loại Euro 2016      |
| 2. | 6 tháng 10 năm 2017 | Sân vận động Ernst Happel, Viên, Áo       | Áo         | 2–2       | 2–3     | Vòng loại World Cup 2018 |

## Danh hiệu

### Câu lạc bộ

#### Košice
- Slovak Cup: 2008–09

#### Chelsea
- Premier League: 2009–10, 2014–15, 2016–17
- FA Cup: 2009–10
- EFL Cup: 2014–15

#### Benfica
- Primeira Liga: 2013–14
- Taça da Liga: 2011–12, 2013–14
- Taça de Portugal: 2013–14

### Cá nhân
- Cầu thủ xuất sắc nhất năm của Primeira Liga: 2012–13
- Cầu thủ xuất sắc nhất tháng của Primeira Liga: Tháng 12 năm 2012,[68] Tháng 1 năm 2013,[68] Tháng 4 năm 2013[69]
- Cầu thủ Serbia xuất sắc nhất năm: 2014[70]
- Đội hình xuất sắc nhất năm của Hiệp hội Cầu thủ Chuyên nghiệp Anh (PFA): 2014-15